# 尼崎站 (阪神)
尼崎站（日语：／ Amagasaki eki */?）是位於日本兵庫縣尼崎市東御園町，屬於阪神電氣鐵道阪神本線和阪神難波線的鐵路車站，車站編號是HS 09。

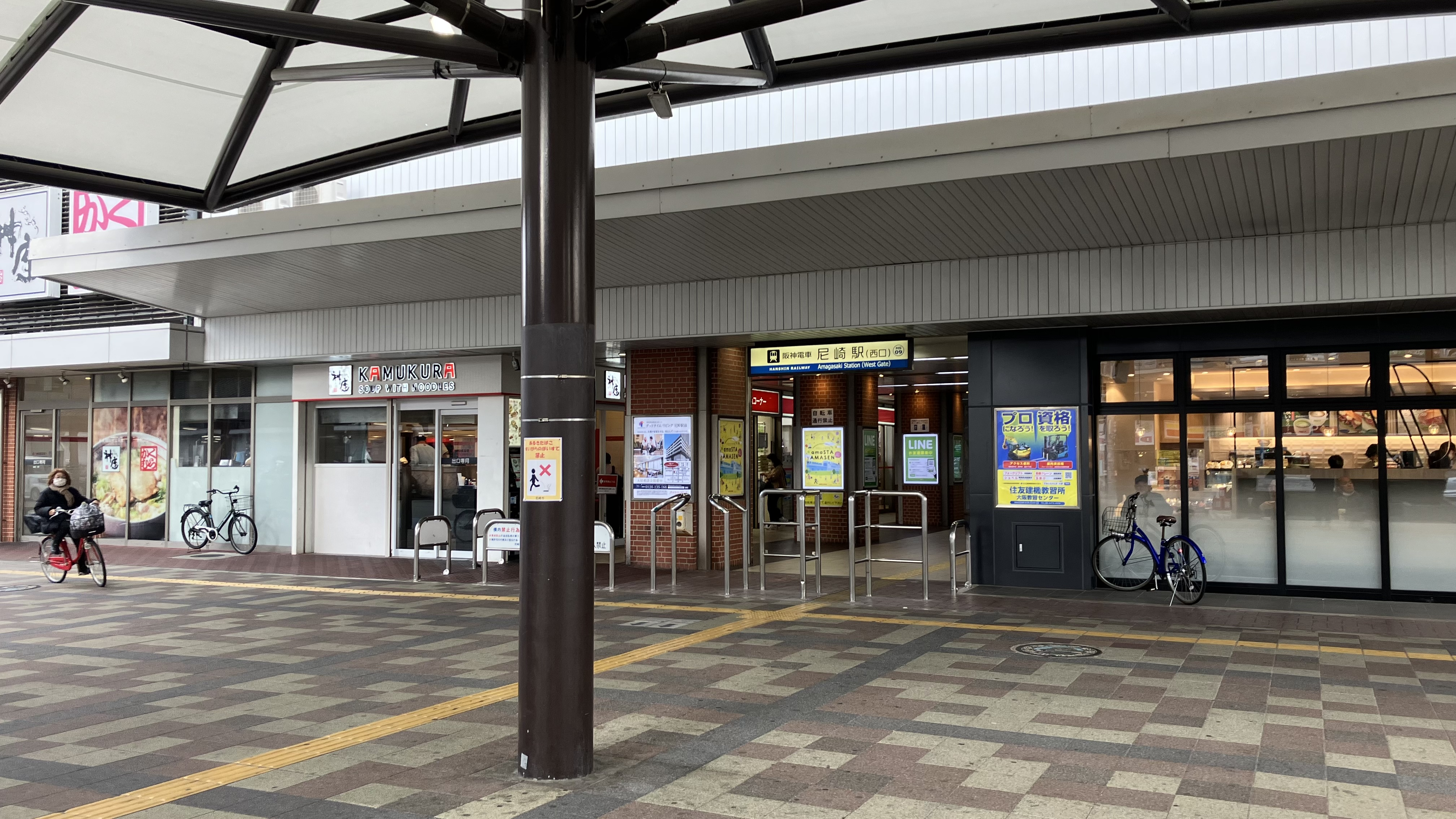
西口（2024年1月）

## 車站結構

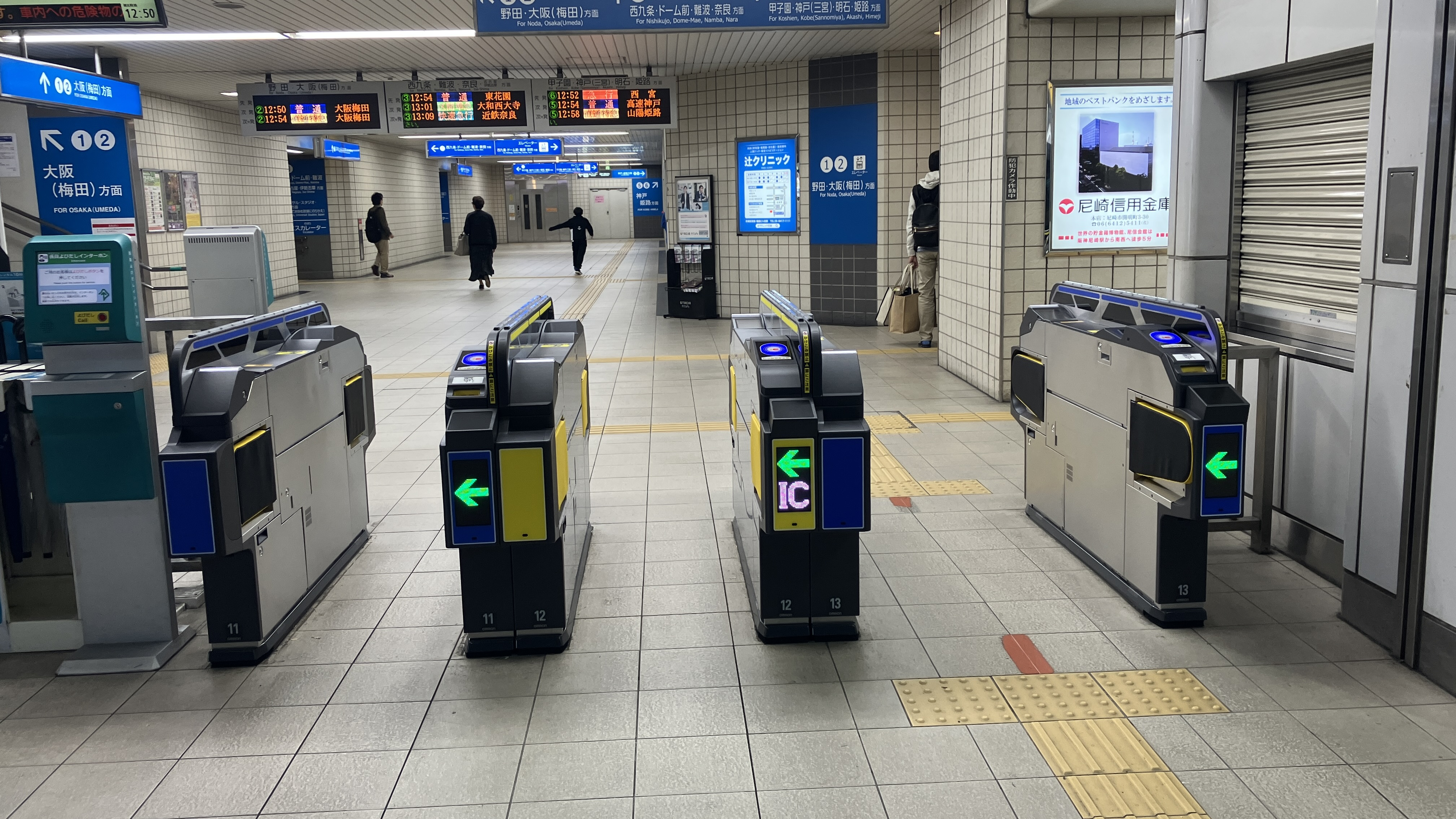
北檢票口（2023年10月）

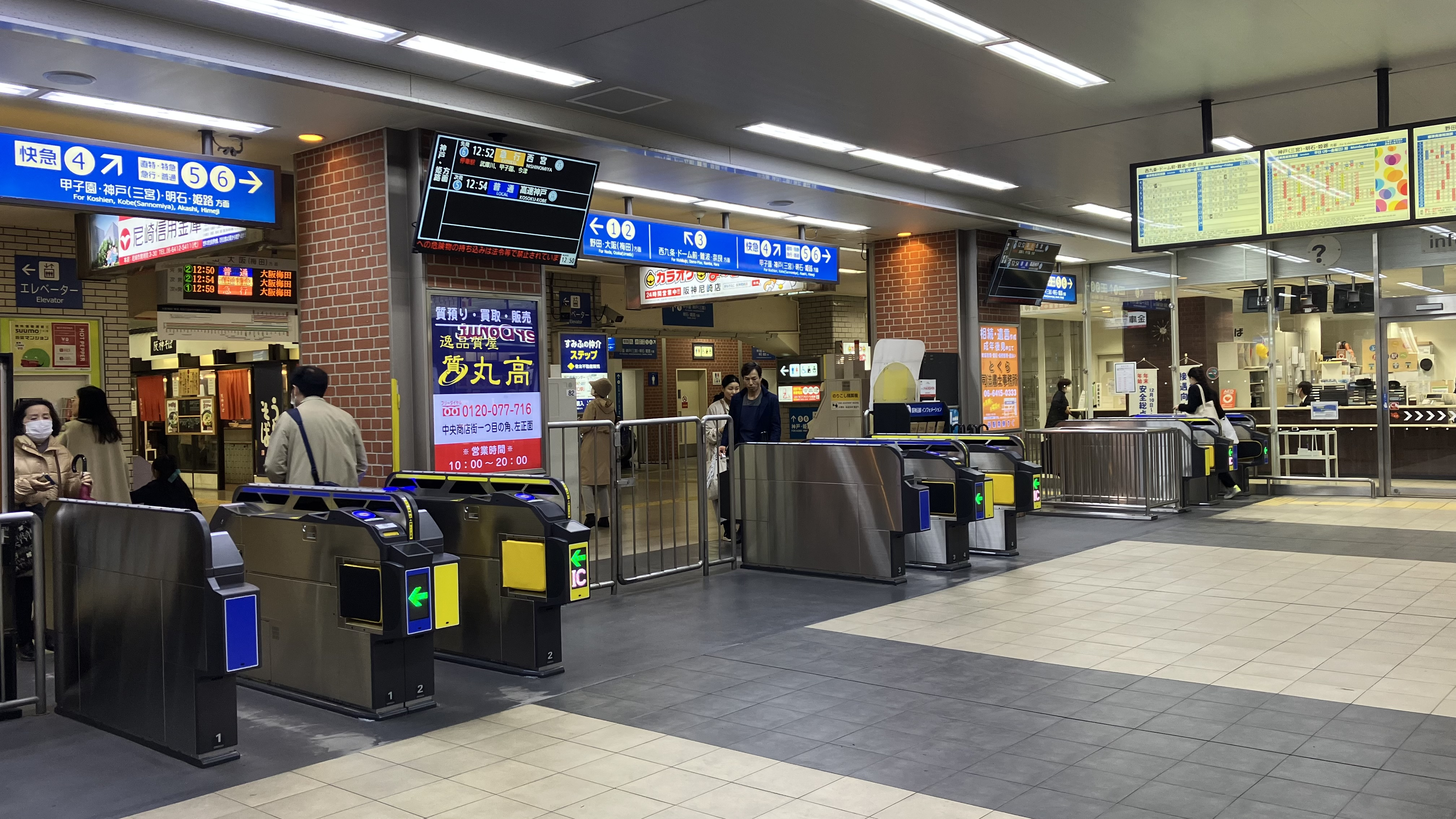
西檢票口（2023年12月）

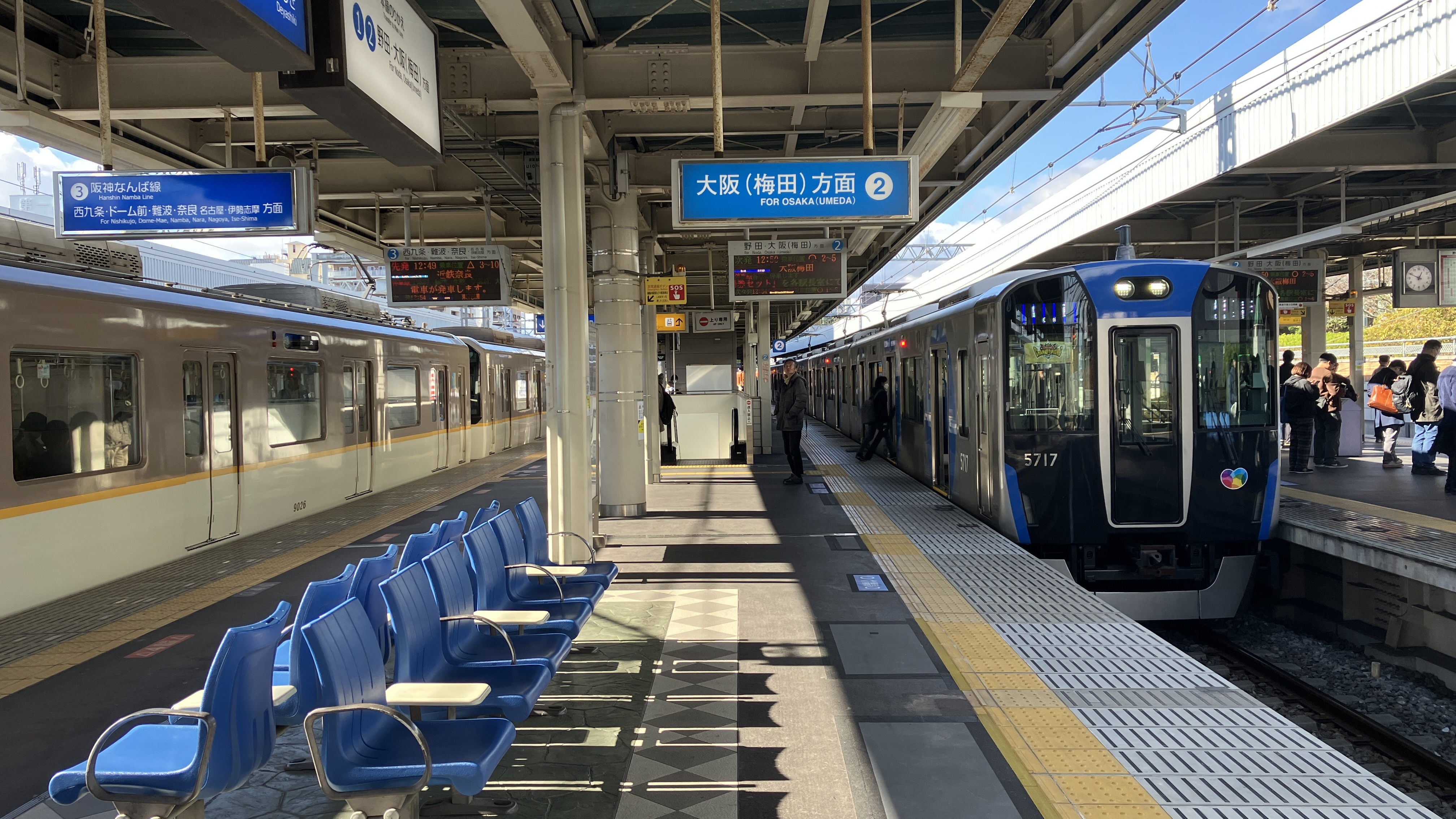
2號與3號月台（2023年11月）

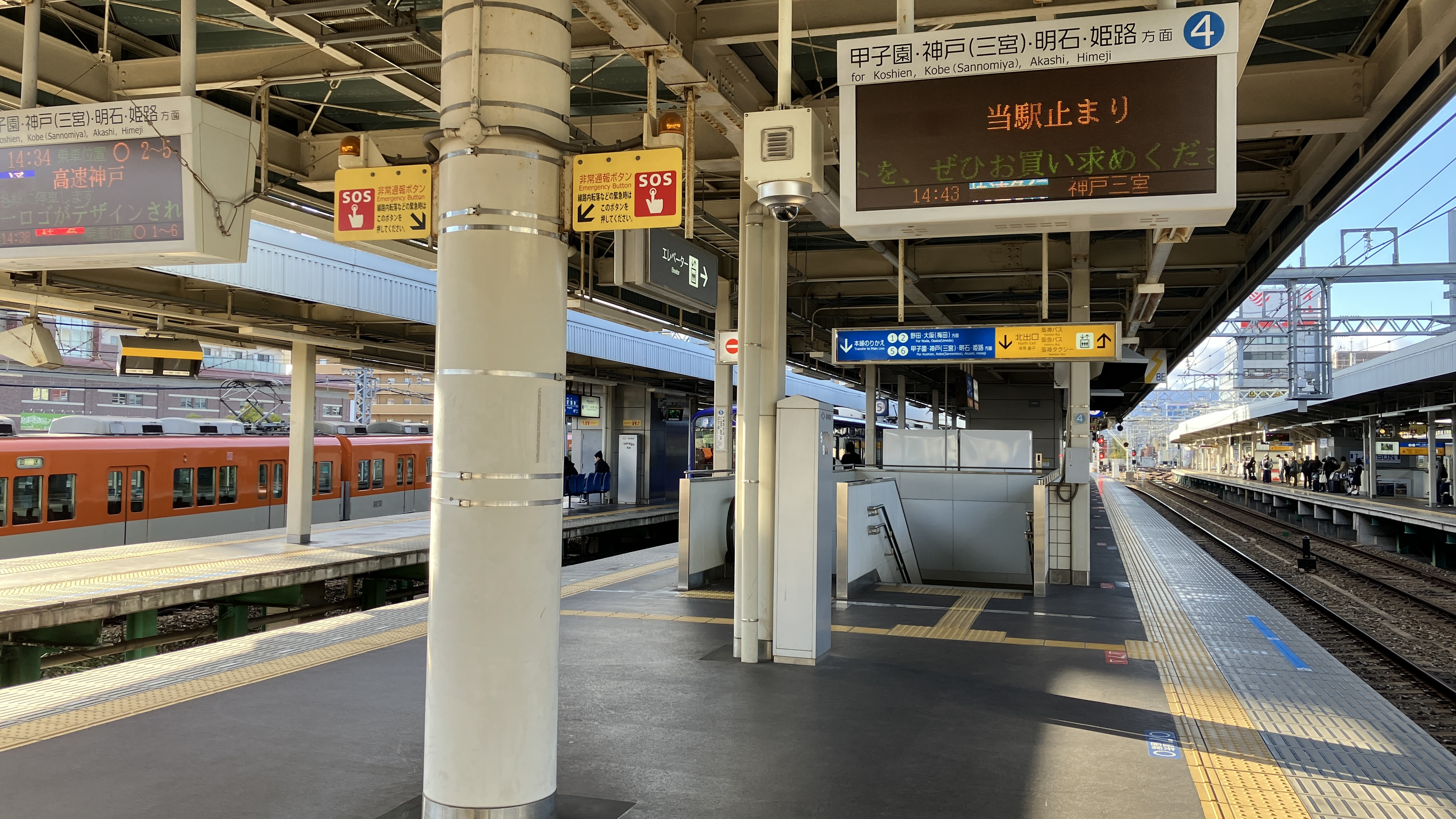
4號與5號月台（2023年11月）

本站為島式月台4面6線的高架車站，設有2層。驗票閘口位於1樓，舊有的西閘以外，2007年3月17日起新設北閘，成為2個出口。

### 月台配置
| 月台 | 路線       | 方向 | 目的地                                            | 備註                 |
| ---- | ---------- | ---- | ------------------------------------------------- | -------------------- |
| 1    | 本線       | 上行 | 野田、大阪梅田方向                                |                      |
| 2    | 本線       | 上行 | 野田、大阪梅田方向                                |                      |
| 3    | 阪神難波線 | -    | 西九條、巨蛋前、難波、奈良、 名古屋、伊勢志摩方向 |                      |
| 4    | 本線       | 下行 | 甲子園、神戶（三宮）、明石、姬路方向              | 阪神難波線開抵的列車 |
| 5    | 本線       | 下行 | 甲子園、神戶（三宮）、明石、姬路方向              | 梅田方向開抵的列車   |
| 6    | 本線       | 下行 | 甲子園、神戶（三宮）、明石、姬路方向              | 梅田方向開抵的列車   |

| ← 阪神難波線：大阪難波方向 本線：梅田方向 | 尼崎站配線略圖 | → 本線：神戶三宮、元町方向 |
| 图例 参考文献：「阪神なんば線 エクスプローラー」『鉄道ダイヤ情報』2009年4月号、交通新聞社 17頁 紅：本線、橙：阪神難波線 阪神電鉄による工事着手前のニュースリリースからは一部が変更されている。 |                |                            |

## 使用情況
2018年次1日平均上下車人次為54,167人。阪神電鐵車站次於大阪梅田站、神戶三宮站、甲子園站排行第4位。尼崎市內車站當中比JR神戶線的尼崎站使用人數要多約4萬人。
近年1日平均上車、上下車人次數如下表。
| 年次               | 1日平均 上下車人次 | 1日平均 上車人次 | 來源   |
| ------------------ | ------------------ | ---------------- | ------ |
| 2001年（平成13年） | 45,466             | 22,458           | [ 3 ]  |
| 2002年（平成14年） | 45,984             | 22,745           | [ 3 ]  |
| 2003年（平成15年） | 46,473             | 23,059           | [ 3 ]  |
| 2004年（平成16年） | 45,907             | 22,758           | [ 3 ]  |
| 2005年（平成17年） | 46,038             | 22,740           | [ 3 ]  |
| 2006年（平成18年） | 46,409             | 22,945           | [ 4 ]  |
| 2007年（平成19年） | 46,396             | 23,018           | [ 5 ]  |
| 2008年（平成20年） | 46,636             | 23,292           | [ 6 ]  |
| 2009年（平成21年） | 47,813             | 23,738           | [ 7 ]  |
| 2010年（平成22年） | 48,540             | 24,158           | [ 8 ]  |
| 2011年（平成23年） | 48,660             | 24,220           | [ 9 ]  |
| 2012年（平成24年） | 49,868             | 24,800           | [ 10 ] |
| 2013年（平成25年） | 49,500             | 24,658           | [ 11 ] |
| 2014年（平成26年） | 50,871             | 25,256           | [ 12 ] |
| 2015年（平成27年） | 51,887             | 25,734           | [ 13 ] |
| 2016年（平成28年） | 52,383             | 26,008           | [ 14 ] |
| 2017年（平成29年） | 53,377             | 26,481           | [ 15 ] |
| 2018年（平成30年   | 54,167             | 26,872           | [ 16 ] |

## 相鄰車站
阪神電氣鐵道
 本線
■■直通特急（平日早上繁忙時間上行）
大阪梅田（HS 01） ← 尼崎（HS 09） ← 西宮（HS 17）
■■直通特急（上述以外）、■特急
大阪梅田（HS 01）－尼崎（HS 09）－甲子園（HS 14）
■區間特急（只限往大阪梅田運行）
野田（HS 03） ← 尼崎（HS 09） ← 甲子園（HS 14）
■急行
野田（HS 03）－尼崎（HS 09）－武庫川（HS 12）
■區間急行
千船（HS 06）－尼崎（HS 09）－武庫川（HS 12）
■普通
大物（HS 08）－尼崎（HS 09）－出屋敷（HS 10）
 阪神難波線
□近鐵特急（目前僅團體臨時包車運行）
大阪難波（HS 41）－尼崎（HS 09）－（本線）甲子園（HS 14）
■快速急行（平日早晩）
西九條（HS 45）－尼崎（HS 09）－（本線）甲子園（HS 14）
■快速急行（平日日間、週末假日）
西九條（HS 45）－尼崎（HS 09）－（本線）武庫川（HS 12）
■準急、■區間準急、■普通
大物（HS 08）－尼崎（HS 09）

## 外部連結
- 尼崎（路線圖、車站資訊） - 阪神電氣鐵道